# Діброва (Лугинська селищна громада)
Дібро́ва (Дуброва, до 1939 року — хутір) — село в Україні, у Лугинській селищній територіальній громаді Коростенського району Житомирської області. Населення становить 80 осіб (2001).

## Географія
На південному сході від села бере початок річка Строчівка, ліва притока Кремної.
Селом протікає річка Крута, права притока Глухової.

## Історія
У 1906 році — Дуброва, село Словечанської волості Овруцького повіту Волинської губернії. Відстань від повітового міста 70 верст. Дворів 35, мешканців 227.
12 червня 2020 року, відповідно до розпорядження Кабінету Міністрів України № 711-р «Про визначення адміністративних центрів та затвердження територій територіальних громад Житомирської області», територію та населені пункти Бовсунівської сільської ради включено до складу Лугинської селищної територіальної громади Коростенського району Житомирської області.

## Відомі люди
- Архімандрит Парфеній (Павло Йосипович Невмержицький) (1900—1991 рр.) — відомий старець, сповідник, місіонер жив на хуторі Дубрава в дитинстві в багатодітній селянській родині. Готуються документи для його прославлення в лику святих[5].